# Jean Taris
Pour les personnes ayant le même patronyme, voir Taris.

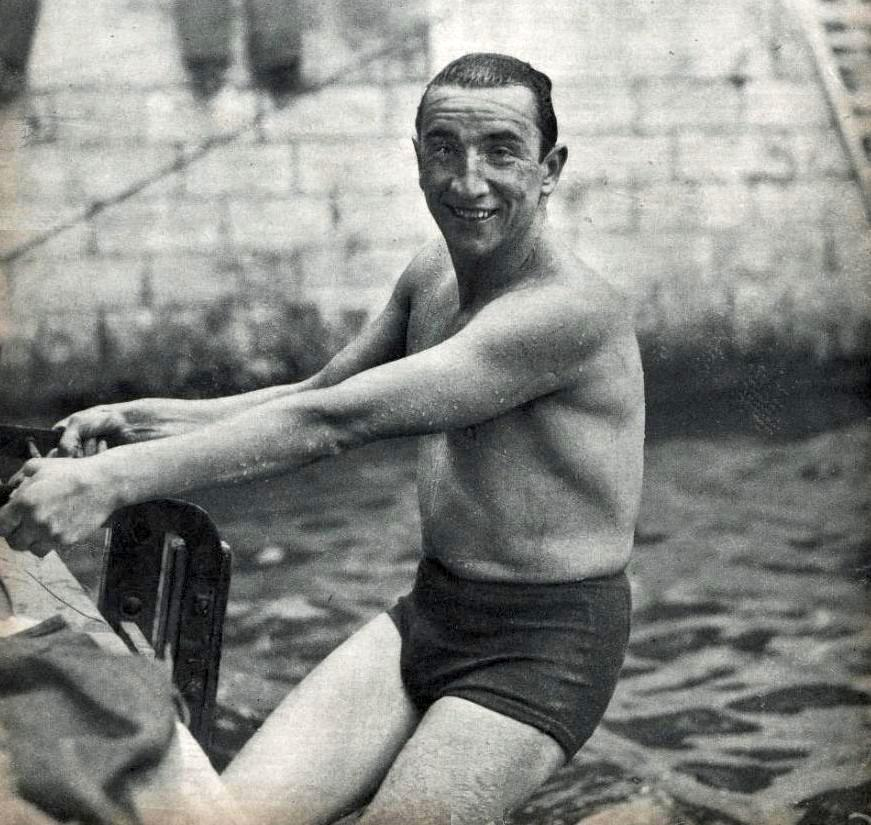
Jean Taris en 1936 (Traversée de Paris à la nage).

Jean Taris (né le 6 juillet 1909 à Versailles – mort le 10 janvier 1977 à Grasse) est un nageur français, de grande taille (1,78 m), spécialiste des courses sur courtes, moyennes et longues distances, licencié au SCUF de 1927 à 1930, et au CN Paris de 1933 à 1936.

## Biographie
Jean Taris est le meilleur de sa discipline avant-guerre au niveau international. C'est en 1926 qu'il fait modestement ses débuts au SCUF. Il contribue au développement de la nage alternative (respiration droite-gauche alternée par cycle de trois mouvements) et est champion de France à 34 reprises. Son entraîneur est Georges Hermant, et il participe à trois Jeux olympiques, en 1928, 1932 et 1936.
Il entre au tableau d’honneur de l'International Swimming Hall of Fame (ISHOF) en 1984.
Un court métrage documentaire de 9 minutes lui est consacré en 1931, réalisé par le cinéaste Jean Vigo : La Natation par Jean Taris (Gaumont). Il contribue au développement de la natation pour les scolaires.

## Palmarès

### International
- 50 sélections internationales

- 8 records du monde de 1930 à 1932 (battus par lui-même à plusieurs reprises), dont :
  - Record du monde du 300 m nage libre en 1931
  - Record du monde du 400 m nage libre en 1931, en 4 min 47 s
  - Record du monde du 500 m nage libre
  - Record du monde du 800 m nage libre en 10 min 15,6 s
  - Record du monde du 1000 m nage libre

- Vice-champion olympique du 400 mètres nage libre aux Jeux de Los Angeles en 1932 (à 1/10e de seconde du vainqueur Buster Crabbe, futur Tarzan, Flash Gordon et Buck Rogers sur grand écran)

### Europe
- 9 records d'Europe de 1930 à 1932, du 200 au 1000 m nage libre
- Champion d'Europe du 400 m nage libre en 1934
- Champion d'Europe du 1500 m nage libre en 1934
- Championnats ASA : 1er du 880 yards nage libre
- Vice-champion d'Europe du 400 m nage libre en 1931 (à 2/10e de seconde du vainqueur)
- Champion d'Angleterre, d'Australie et de Nouvelle-Zélande sur ses distances reines (et du demi-mille à Londres en juillet 1929[2])

### France
- 49 records de France (record), dont
  - Recordman de France du 100 m nage libre de 1929 à 1945 (plus de 15 années, le premier nageur français à descendre sous la minute et un des tout premiers européens).
- Champion de France du 100 m nage libre en 1929, 1930, 1931, 1932, 1933 et 1934
- Champion de France du 200 m nage libre en 1927, 1929, 1930, 1931, 1932, 1933, 1934, 1935 et 1936
- Champion de France du 400 m nage libre en 1927, 1929, 1930, 1931, 1932, 1933, 1934, 1935 et 1936
- Champion de France du 1500 m nage libre en 1927, 1929, 1930, 1933 et 1934
- Champion de France au relais 4 × 200 m nage libre en 1930, 1934, 1935, 1936 et 1937
- Champion des boucles de la Seine à 4 reprises (course sur 8 km), course internationale à laquelle participent les plus grands champions européens, véritable championnat d'Europe de longue distance (1933 à 1936).

## Récompenses et distinctions
Jean Taris est nommé chevalier de l'ordre national de la Légion d'honneur,.
Il reçoit le Grand Prix de la Presse Sportive en 1935.

## Hommage
Cinq communes ont donné le nom de Jean Taris à une piscine intercommunale ou municipale : Sainte-Suzanne (Mayenne), Montpellier, Paris (piscine Jean-Taris), Évry (Essonne) et Villeparisis (Seine-et-Marne).

## Publication
- Jean Taris, La joie de l'eau : Ma vie, mes secrets, mon style, Paris, Les Œuvres françaises, 1937, 199 p.[8].

### Filmographie
- Taris, roi de l'eau par Jean Vigo, court métrage de 1931.